# Cobre arsênico

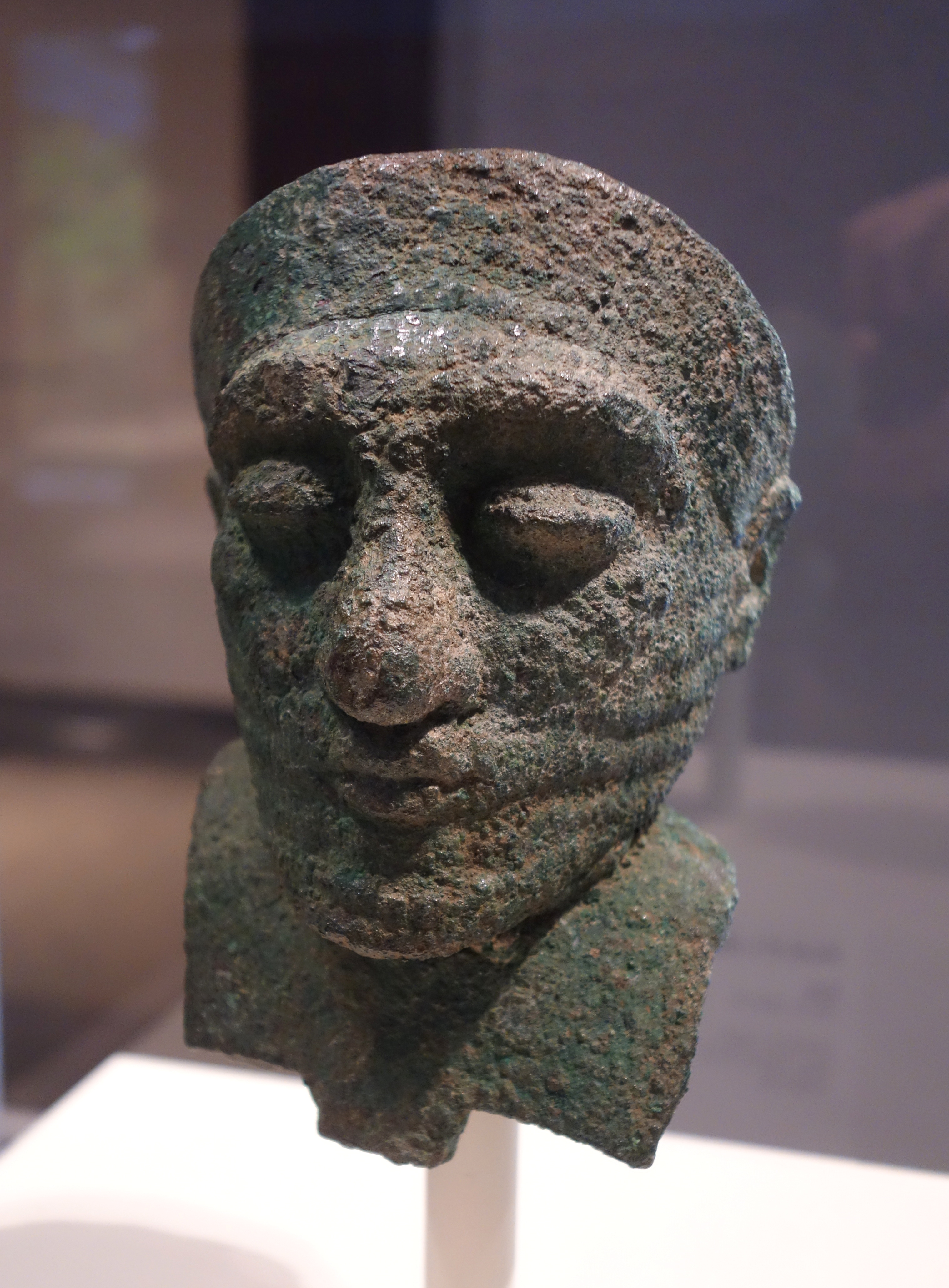
Cabeça esculpida de um dignitário do antigo Irã (c.2000 aC) em cobre arsênico

O cobre arsênico contém até 0,5% de arsênico que, em temperaturas elevadas, confere maior resistência à tração e uma tendência reduzida à incrustação. É normalmente especificado no trabalho de caldeiras, especialmente em fornalhas de locomotivas. Também ajuda a prevenir a fragilização do cobre livre de oxigênio por bismuto, antimônio e chumbo pela formação de óxidos complexos. O cobre, com uma porcentagem maior de arsênico, é chamado bronze arsênico, que pode ser endurecido por trabalho muito mais difícil do que o cobre.